# クリティクス・チョイス・ムービー・アワード 外国語映画賞
クリティクス・チョイス・ムービー・アワード 外国語映画賞（Critics' Choice Movie Award for Best Foreign Language Film）は、クリティクス・チョイス・アワードの賞の一つで、英語以外の外国語映画に対して贈られる。

## 受賞作品
| 開催年 | 題名 原題                                                | 監督                         | 製作国                     |
| ------ | -------------------------------------------------------- | ---------------------------- | -------------------------- |
| 1995年 | イル・ポスティーノ Il Postino                            | マイケル・ラドフォード       | イタリア                   |
| 1996年 | リディキュール Ridicule                                  | パトリス・ルコント           | フランス                   |
| 1997年 | Shall We ダンス?                                         | 周防正行                     | 日本                       |
| 1998年 | ライフ・イズ・ビューティフル La vita è bella             | ロベルト・ベニーニ           | イタリア                   |
| 1999年 | オール・アバウト・マイ・マザー Todo sobre mi madre       | ペドロ・アルモドバル         | スペイン                   |
| 2000年 | グリーン・デスティニー 臥虎蔵龍                          | アン・リー                   | 台湾                       |
| 2001年 | アメリ Le Fabuleux Destin d'Amélie Poulain               | ジャン＝ピエール・ジュネ     | フランス                   |
| 2002年 | 天国の口、終りの楽園。 Y tu mamá también                 | アルフォンソ・キュアロン     | メキシコ                   |
| 2003年 | みなさん、さようなら Les Invasions barbares              | ドゥニ・アルカン             | カナダ                     |
| 2004年 | 海を飛ぶ夢 Mar adentro                                   | アレハンドロ・アメナーバル   | スペイン フランス イタリア |
| 2005年 | カンフーハッスル 功夫                                    | チャウ・シンチー             | 香港                       |
| 2006年 | 硫黄島からの手紙 Letters from Iwo Jima                   | クリント・イーストウッド     | アメリカ合衆国 日本        |
| 2007年 | 潜水服は蝶の夢を見る Le scaphandre et le papillon        | ジュリアン・シュナーベル     | フランス                   |
| 2008年 | 戦場でワルツを ואלס עם באשיר                             | アリ・フォルマン             | イスラエル                 |
| 2009年 | 抱擁のかけら Los abrazos rotos                           | ペドロ・アルモドバル         | スペイン                   |
| 2010年 | ミレニアム ドラゴンタトゥーの女 Män som hatar kvinnor    | ニールス・アルデン・オプレヴ | スウェーデン               |
| 2011年 | 別離 جدایی نادر از سیمین                                 | アスガル・ファルハーディー   | イラン                     |
| 2012年 | 愛、アムール Amour                                       | ミヒャエル・ハネケ           | フランス                   |
| 2013年 | アデル、ブルーは熱い色 La vie d'Adele : Chapitres 1 et 2 | アブデラティフ・ケシシュ     | フランス                   |
| 2014年 | フレンチアルプスで起きたこと Turist                      | リューベン・オストルンド     | スウェーデン               |
| 2015年 | サウルの息子 Saul fia                                    | ネメシュ・ラースロー         | ハンガリー                 |
| 2016年 | エル ELLE Elle                                           | ポール・バーホーベン         | フランス ベルギー ドイツ   |
| 2017年 | 女は二度決断する Aus dem Nichts                          | ファティ・アキン             | ドイツ                     |
| 2018年 | ROMA/ローマ Roma                                         | アルフォンソ・キュアロン     | メキシコ                   |
| 2019年 | パラサイト 半地下の家族 기생충                           | ポン・ジュノ                 | 韓国                       |